# Deli Yürek
Deli yürek (littéralement Le Cœur fou) est une série télévisée turque en 113 épisodes d'environ 60 minutes réalisée par Osman Sınav, diffusée du 5 octobre 1998 au 21 mai 2001 sur la chaîne de télévision Show TV, puis la dernière saison du 14 janvier au 24 juin 2002 sur la chaîne de télévision ATV.
Cette série est inédite dans tous les pays francophones.

## Distribution
- Kenan İmirzalıoğlu : Yusuf Miroğlu
- Zeynep Tokuş : Zeynep
- Demir Karahan (tr) : Ağabey
- Ali Sürmeli : Turgay Atacan
- Kürşat Alnıaçık (tr) : Savaş Doğan
- Ahmet Yenilmez (tr) : Sabri
- Bulut Aras : Kara Hamit
- Mehtap Bayri (tr) : Nazlı Miroğlu
- Ebru Cündübeyoğlu (tr) : Ayşegül
- Selçuk Yöntem (tr) : Bozo